# 隱棘鼠
隱棘鼠（學名Thrichomys apereoides），屬於哺乳綱嚙齒目棘鼠科，分佈在南美洲的巴西和巴拉圭。隱棘鼠长度为23至26厘米。雄性比雌性略大。雌性有四个乳头。